# Derval (Loire-Atlantique)
Pour les articles homonymes, voir Derval.
Derval est une commune de l'Ouest de la France, située dans le département de la Loire-Atlantique, en région Pays de la Loire.

## Géographie

Situation de la commune de Derval dans le département de la Loire-Atlantique

### Situation et communes limitrophes
La commune de Derval est située dans la partie nord de la Loire-Atlantique, étant limitrophe de l'Ille-et-Vilaine (commune du Grand-Fougeray).
Le bourg se trouve à environ 50 km au nord de Nantes et au sud de Rennes, à 25 km à l'ouest de Châteaubriant et 40 km à l'est de Redon.
| Pierric     | Grand-Fougeray Ille-et-Vilaine | Mouais   |
| Conquereuil | Derval                         | Lusanger |
|             | Marsac-sur-Don                 | Jans     |

### Voies de communication
La commune est traversée par la RN 137, voie express à 2x2 voies entre Nantes et Rennes. Elle fait partie de la « route des Estuaires » (Bray-Dunes-Hendaye par Dunkerque, Caen, Rennes, Nantes et Bordeaux).
Cette voie express remplace depuis quelques décennies l'ancienne RN 137 (Saint-Malo-Bordeaux), route à deux voies qui traversait en général les bourgs et dont il subsiste quelques tronçons. À Derval, ces tronçons, la rue de Nantes et la rue de Rennes, forment la RD 537. 
Une route notable, perpendiculaire à la 137, est la RD 775, qui relie Redon (Ille-et-Vilaine) à Châteaubriant en traversant le bourg de Derval. Elle rejoint la RD 771 (ancienne RN 771 Le Croisic-Laval) quelques kilomètres avant Châteaubriant.
La RD 46 double au sud la RD 775 : elle relie Derval à Saint-Vincent-des-Landes et à Louisfert, au sud-ouest de Châteaubriant.

### Climat
Le climat qui caractérise la commune est qualifié, en 2010, de « climat océanique franc », selon la typologie des climats de la France qui compte alors huit grands types de climats en métropole. En 2020, la commune ressort du type « climat océanique » dans la classification établie par Météo-France, qui ne compte désormais, en première approche, que cinq grands types de climats en métropole. Ce type de climat se traduit par des températures douces et une pluviométrie relativement abondante (en liaison avec les perturbations venant de l'Atlantique), répartie tout au long de l'année avec un léger maximum d'octobre à février.
Les paramètres climatiques qui ont permis d’établir la typologie de 2010 comportent six variables pour les températures et huit pour les précipitations, dont les valeurs correspondent aux données mensuelles sur la normale 1971-2000. Les sept principales variables caractérisant la commune sont présentées dans l'encadré ci-après.
| Paramètres climatiques communaux sur la période 1971-2000 - Moyenne annuelle de température : 11,7 °C - Nombre de jours avec une température inférieure à −5 °C : 1,8 j - Nombre de jours avec une température supérieure à 30 °C : 4,1 j - Amplitude thermique annuelle : 13,4 °C - Cumuls annuels de précipitation : 750 mm - Nombre de jours de précipitation en janvier : 11,8 j - Nombre de jours de précipitation en juillet : 6,4 j |

Avec le changement climatique, ces variables ont évolué. Une étude réalisée en 2014 par la Direction générale de l'Énergie et du Climat complétée par des études régionales prévoit en effet que la  température moyenne devrait croître et la pluviométrie moyenne baisser, avec toutefois de fortes variations régionales. La station météorologique de Météo-France installée sur la commune et en service de 1979 à 2017 permet de connaître l'évolution des indicateurs météorologiques. Le tableau détaillé pour la période 1981-2010 est présenté ci-après.
| Mois                                  | jan.           | fév.             | mars         | avril           | mai           | juin          | jui.            | août           | sep.          | oct.          | nov.            | déc.            | année     |
| ------------------------------------- | -------------- | ---------------- | ------------ | --------------- | ------------- | ------------- | --------------- | -------------- | ------------- | ------------- | --------------- | --------------- | --------- |
| Température minimale moyenne (°C)     | 2,5            | 2,1              | 3,8          | 5,2             | 8,7           | 11,3          | 13,1            | 12,9           | 10,7          | 8,5           | 5               | 2,8             | 7,2       |
| Température moyenne (°C)              | 5,6            | 5,9              | 8,3          | 10,3            | 14            | 17,1          | 19,1            | 19,1           | 16,5          | 12,9          | 8,6             | 5,9             | 12        |
| Température maximale moyenne (°C)     | 8,8            | 9,6              | 12,8         | 15,5            | 19,3          | 23            | 25,1            | 25,2           | 22,2          | 17,2          | 12,2            | 9               | 16,7      |
| Record de froid (°C) date du record   | −14 16.01.1985 | −11,5 25.02.1986 | −10 01.03.05 | −3,5 05.04.1979 | −1 07.05.1979 | 2 05.06.1989  | 5,5 02.07.1979  | 4,5 23.08.1979 | 1,6 26.09.10  | −3 30.10.1997 | −7,2 20.11.1985 | −8,8 29.12.1996 | −14 1985  |
| Record de chaleur (°C) date du record | 19,1 27.01.03  | 19,9 04.02.04    | 24 29.03.12  | 28,6 30.04.05   | 31,5 28.05.01 | 36,5 20.06.17 | 37,2 22.07.1990 | 40,6 10.08.03  | 33,3 06.09.06 | 30,9 02.10.11 | 20,9 07.11.15   | 17,3 16.12.1989 | 40,6 2003 |
| Précipitations (mm)                   | 83,9           | 58,8             | 59,7         | 56,4            | 71,8          | 43,3          | 44,6            | 37,8           | 63,7          | 84,6          | 78,7            | 84,5            | 767,8     |

## Urbanisme

### Typologie
Au 1er janvier 2024, Derval est catégorisée bourg rural, selon la nouvelle grille communale de densité à sept niveaux définie par l'Insee en 2022.
Elle appartient à l'unité urbaine de Derval, une unité urbaine monocommunale constituant une ville isolée,. La commune est en outre hors attraction des villes,.

### Occupation des sols
L'occupation des sols de la commune, telle qu'elle ressort de la base de données européenne d’occupation biophysique des sols Corine Land Cover (CLC), est marquée par l'importance des territoires agricoles (88,3 % en 2018), en diminution par rapport à 1990 (90,2 %). La répartition détaillée en 2018 est la suivante : 
terres arables (68,2 %), zones agricoles hétérogènes (15,6 %), forêts (5,6 %), prairies (4,5 %), zones urbanisées (3,3 %), espaces verts artificialisés, non agricoles (1,3 %), zones industrielles ou commerciales et réseaux de communication (1 %), milieux à végétation arbustive et/ou herbacée (0,4 %). L'évolution de l’occupation des sols de la commune et de ses infrastructures peut être observée sur les différentes représentations cartographiques du territoire : la carte de Cassini (XVIIIe siècle), la carte d'état-major (1820-1866) et les cartes ou photos aériennes de l'IGN pour la période actuelle (1950 à aujourd'hui).

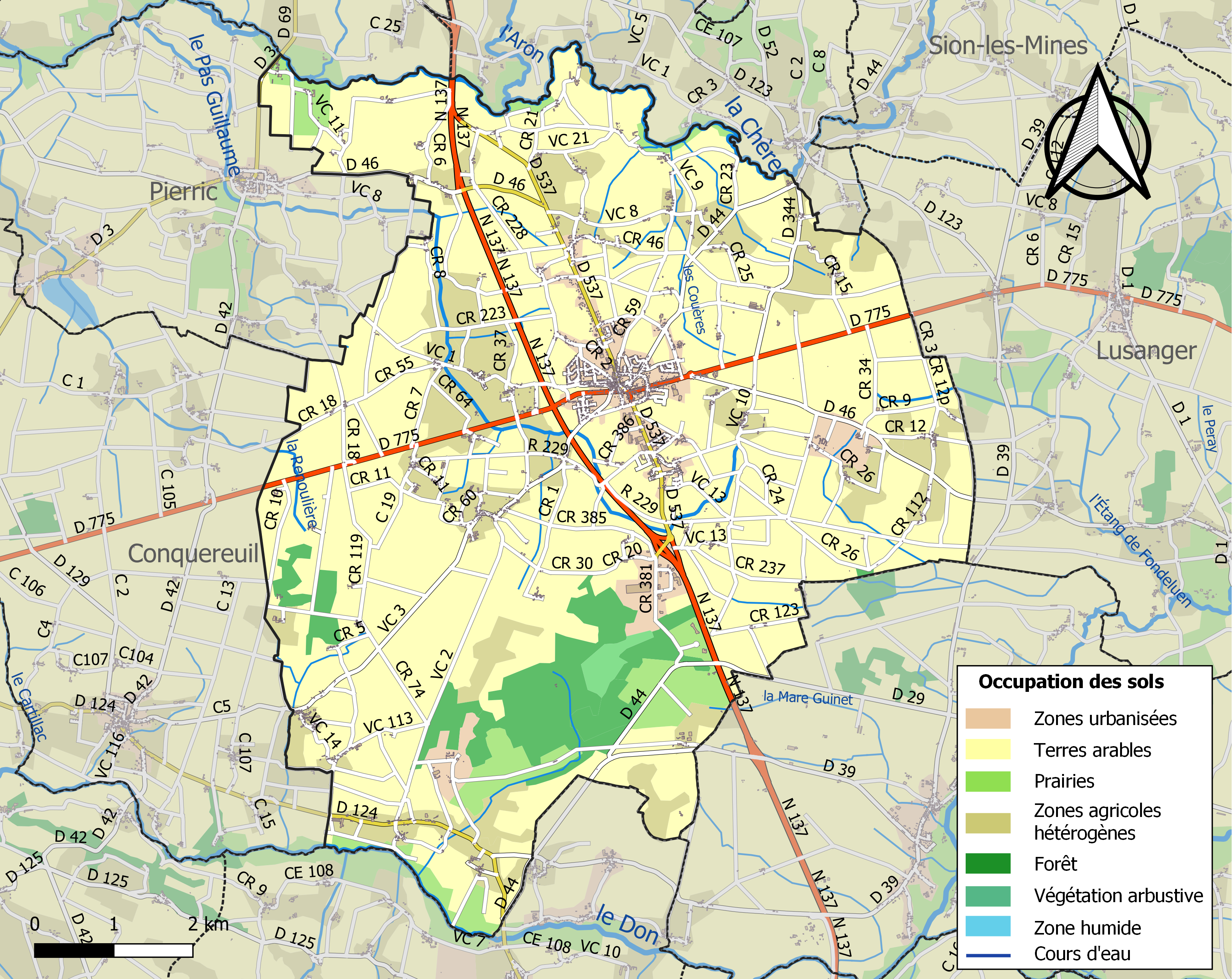
Carte des infrastructures et de l'occupation des sols de la commune en 2018 (CLC).

## Toponymie
Le nom de la localité est attesté sous les formes Derwalinse, condita en 819, Darual, plebs en 864, Derval en 1239 et 1287, Dervaul en 1245, Dervau en 1258, Derwall en 1334, Dervallum en 1371,.
Durant la Révolution française (1789-1799), la commune porte pendant un moment le nom de « Montagne-sur-Kurel ».
« Derval » semble avoir pour origine un mot gaulois, dervos qui signifie « chêne », pourvu d'un suffixe latin -alis. 
Le mot dervos est fréquent en toponymie française, par exemple : le pays et la forêt du Der (Haute-Marne : in foreste Dervo) ; Drevant (Cher, Derventum, de *derventon « chênaie »). On le trouve aussi en ancien français sous la forme dervée (« forêt de chênes »). On le retrouve en vieux-breton : daeru et en moyen breton : deru (« chêne »).
En gallo, la langue d'oïl locale, Derval se dit Derva, prononcé [dɛʁva]. 
La forme bretonne proposée par l'Office public de la langue bretonne est Derwal. La langue bretonne n'est plus une langue vernaculaire à Derval depuis le Xe siècle.
Ses habitants sont appelés Dervalais.

## Histoire

### Protohistoire et Antiquité
Les traces d'occupations et d'activités prémédiévales sont rares sur le territoire de la commune : un statère d'or gaulois (peut-être vénète) ; un aureus augustinien ; le potentiel tracé d'une voie romaine aux villages de la Tirardière et de la Cochaudais.

### Moyen Âge
Durant le haut Moyen Âge, des populations d'origine bretonne s'installent sur le territoire de Derval et laissent une trace dans la micro-toponymie locale. Jean-Yves Le Moing estime à 14,5 % le taux de toponymes d'origine bretonne sur la commune.
Le château de Derval est connu depuis le XIe siècle et est au Moyen-âge une des forteresses les plus puissantes des Marches de Bretagne.
En 1373, le connétable Du Guesclin assiège sans succès le château pour le compte du Roi de France.
En 1451, la seigneurie est érigée en baronnie pour honorer Jean de Derval, grand chambellan du Duc de Bretagne.
A la fin des guerres de religion, le château se trouve aux mains des Calvinistes lorsqu'il fut assiégé et repris par le Duc de Mercœur, gouverneur de Bretagne et membre de la Ligue. Son obstination à combattre Henri IV précipite la chute et la destruction du château en 1593.
En avril 1554, Jean de Laval, baron de Châteaubriant obtient du roi l’union de la seigneurie de Derval à la baronnie de Châteaubriant. Dès lors il n’y eut plus de baron de Derval, mais la terre seigneuriale de ce nom devint la propriété des ducs de Montmorency, puis des princes de Condé, successivement barons de Châteaubriant.

D'après Ogée : « L’an 1590, les troupes du duc de Mercœur assiégèrent et prirent le château de Derval ; et, en 1593, il fut assiégé et pris, pour la dernière fois par les troupes d’Henri IV, qui en fit démolir toutes les fortifications, dont on ne voit plus aujourd’hui que les ruines ».

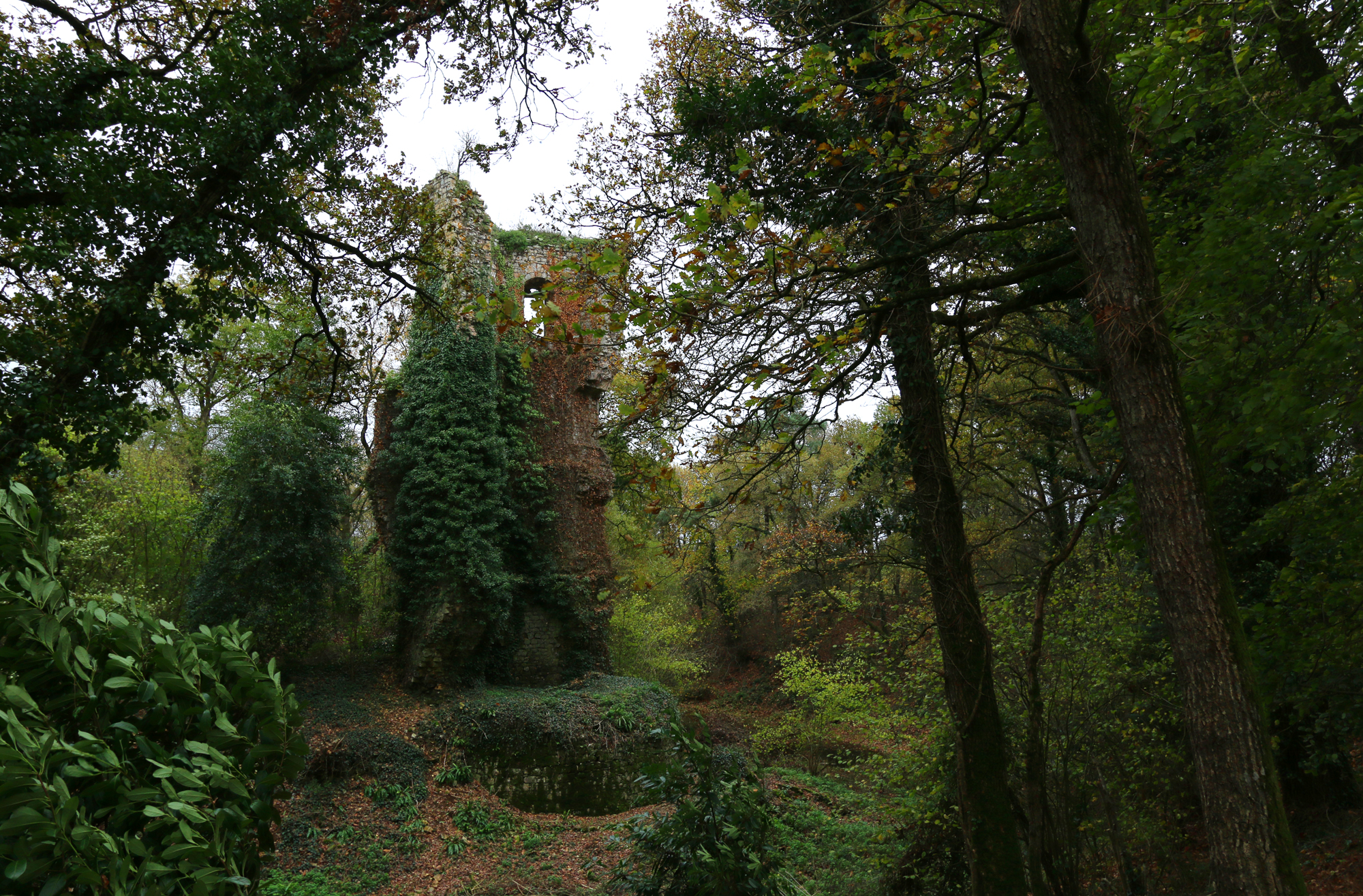
La Tour Saint-Clair, vestige du donjon de l'ancien château de Derval

#### Le château
Une enluminure de la première grande histoire de Bretagne de Pierre Le Baud représente le château de Derval.

## Population et société

### Démographie
Selon le classement établi par l'Insee, Derval est une commune multipolarisée. Elle est le centre d'un bassin de vie. Elle fait partie de la zone d'emploi de Nantes  et n'est intégrée dans aucune unité urbaine. Toujours selon l'Insee, en 2010, la répartition de la population sur le territoire de la commune était considérée comme « peu dense » : 87 % des habitants résidaient dans des zones « peu denses » et 13 % dans des zones « très peu denses ».

#### Évolution démographique
L'évolution du nombre d'habitants est connue à travers les recensements de la population effectués dans la commune depuis 1793. Pour les communes de moins de 10 000 habitants, une enquête de recensement portant sur toute la population est réalisée tous les cinq ans, les populations de référence des années intermédiaires étant quant à elles estimées par interpolation ou extrapolation. Pour la commune, le premier recensement exhaustif entrant dans le cadre du nouveau dispositif a été réalisé en 2007.

En 2022, la commune comptait 3 578 habitants, en évolution de +2,58 % par rapport à 2016 (Loire-Atlantique : +6,68 %, France hors Mayotte : +2,11 %).
| 1793  | 1800  | 1806  | 1821  | 1831  | 1836  | 1841  | 1846  | 1851  |
| ----- | ----- | ----- | ----- | ----- | ----- | ----- | ----- | ----- |
| 1 750 | 1 553 | 1 704 | 1 936 | 2 063 | 2 132 | 2 185 | 2 309 | 2 482 |

| 1856  | 1861  | 1866  | 1872  | 1876  | 1881  | 1886  | 1891  | 1896  |
| ----- | ----- | ----- | ----- | ----- | ----- | ----- | ----- | ----- |
| 2 520 | 2 677 | 2 851 | 2 968 | 2 993 | 3 106 | 3 275 | 3 257 | 3 321 |

| 1901  | 1906  | 1911  | 1921  | 1926  | 1931  | 1936  | 1946  | 1954  |
| ----- | ----- | ----- | ----- | ----- | ----- | ----- | ----- | ----- |
| 3 329 | 3 173 | 3 229 | 2 865 | 3 226 | 3 245 | 2 712 | 2 859 | 2 653 |

| 1962  | 1968  | 1975  | 1982  | 1990  | 1999  | 2006  | 2007  | 2012  |
| ----- | ----- | ----- | ----- | ----- | ----- | ----- | ----- | ----- |
| 2 702 | 2 675 | 2 591 | 2 558 | 2 558 | 2 489 | 2 881 | 2 919 | 3 422 |

| 2017  | 2022  | - | - | - | - | - | - | - |
| ----- | ----- | - | - | - | - | - | - | - |
| 3 489 | 3 578 | - | - | - | - | - | - | - |

#### Pyramide des âges
La population de la commune est relativement jeune.
En 2018, le taux de personnes d'un âge inférieur à 30 ans s'élève à 38,7 %, soit au-dessus de la moyenne départementale (37,3 %). À l'inverse, le taux de personnes d'âge supérieur à 60 ans est de 23,2 % la même année, alors qu'il est de 23,8 % au niveau départemental.
En 2018, la commune comptait 1 779 hommes pour 1 717 femmes, soit un taux de 50,89 % d'hommes, largement supérieur au taux départemental (48,58 %).
Les pyramides des âges de la commune et du département s'établissent comme suit.
| Hommes | Classe d’âge | Femmes |
| ------ | ------------ | ------ |
| 0,8    | 90 ou +      | 2,0    |
| 7,4    | 75-89 ans    | 10,2   |
| 12,5   | 60-74 ans    | 13,5   |
| 18,8   | 45-59 ans    | 18,4   |
| 19,0   | 30-44 ans    | 20,0   |
| 18,1   | 15-29 ans    | 13,4   |
| 23,3   | 0-14 ans     | 22,5   |

| Hommes | Classe d’âge | Femmes |
| ------ | ------------ | ------ |
| 0,6    | 90 ou +      | 1,8    |
| 6      | 75-89 ans    | 8,6    |
| 15,1   | 60-74 ans    | 16,4   |
| 19,4   | 45-59 ans    | 18,8   |
| 20,1   | 30-44 ans    | 19,3   |
| 19,2   | 15-29 ans    | 17,4   |
| 19,5   | 0-14 ans     | 17,6   |

## Économie

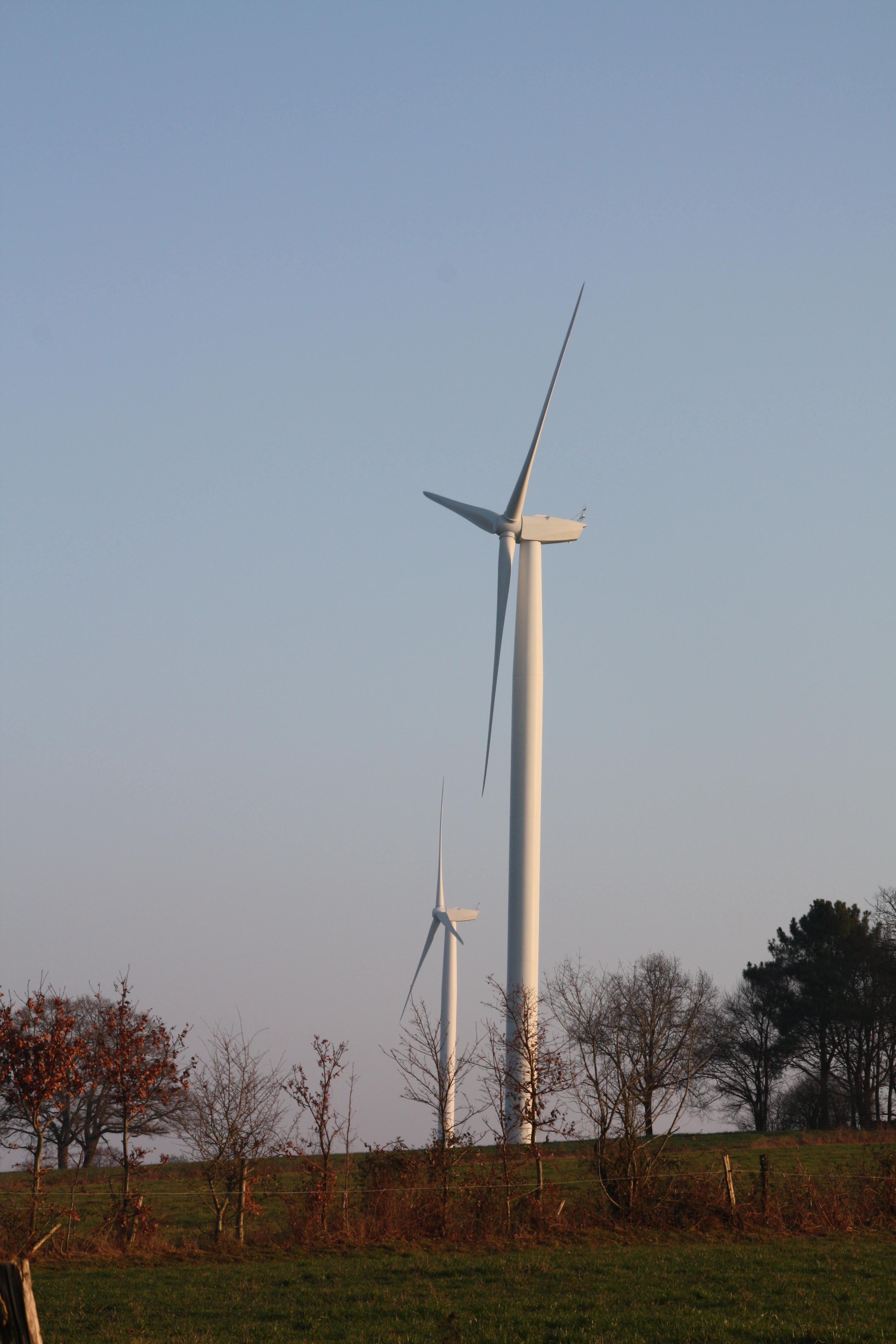
Deux des éoliennes du parc éolien de Derval-Lusanger

Entre 2006 et 2007, les communes de Lusanger et Derval ont fait construire 8 éoliennes d'une hauteur de 100 m (140 avec les pales).

## Culture locale et patrimoine

### Lieux et monuments
- L'église Saint-Pierre et Saint-Paul (XIXe – XXe siècles)
- La chapelle Saint-Michel (XIXe siècle)
- La Tour Saint-Clair - Château de Derval
- Le château de la Garrelaye (XIVe – XVIe siècles)
- Le château du Fond-des-Bois
- Le manoir de Richebourg
- Le manoir de la Porte
- Le manoir de Camardin
- Le manoir du Coudray
- Le manoir de Guinret
- Le manoir du Boschet
- Le manoir Bon-Accueil
- Le manoir de la Haye
- Le manoir de Bellevue

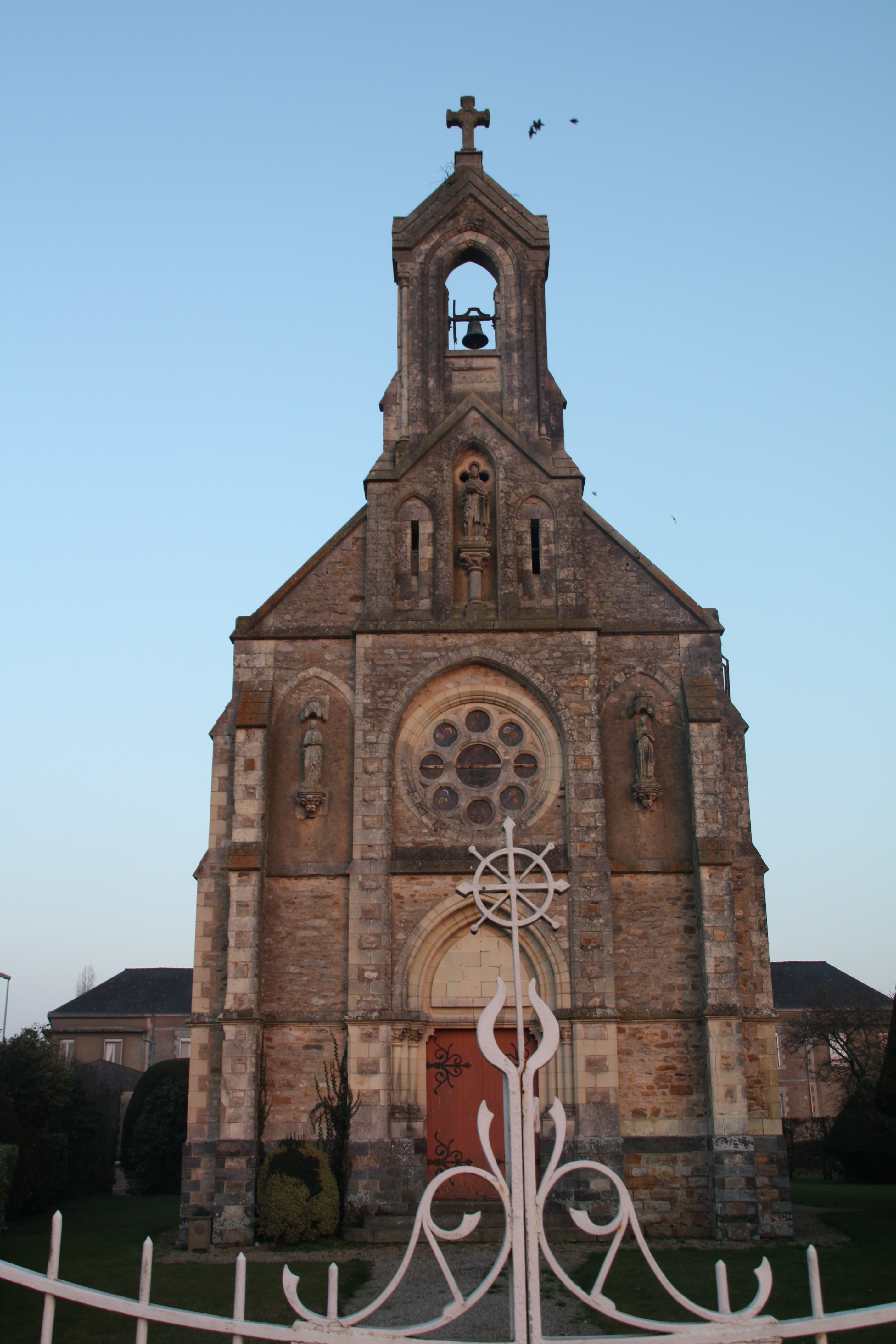
La chapelle Saint-Michel
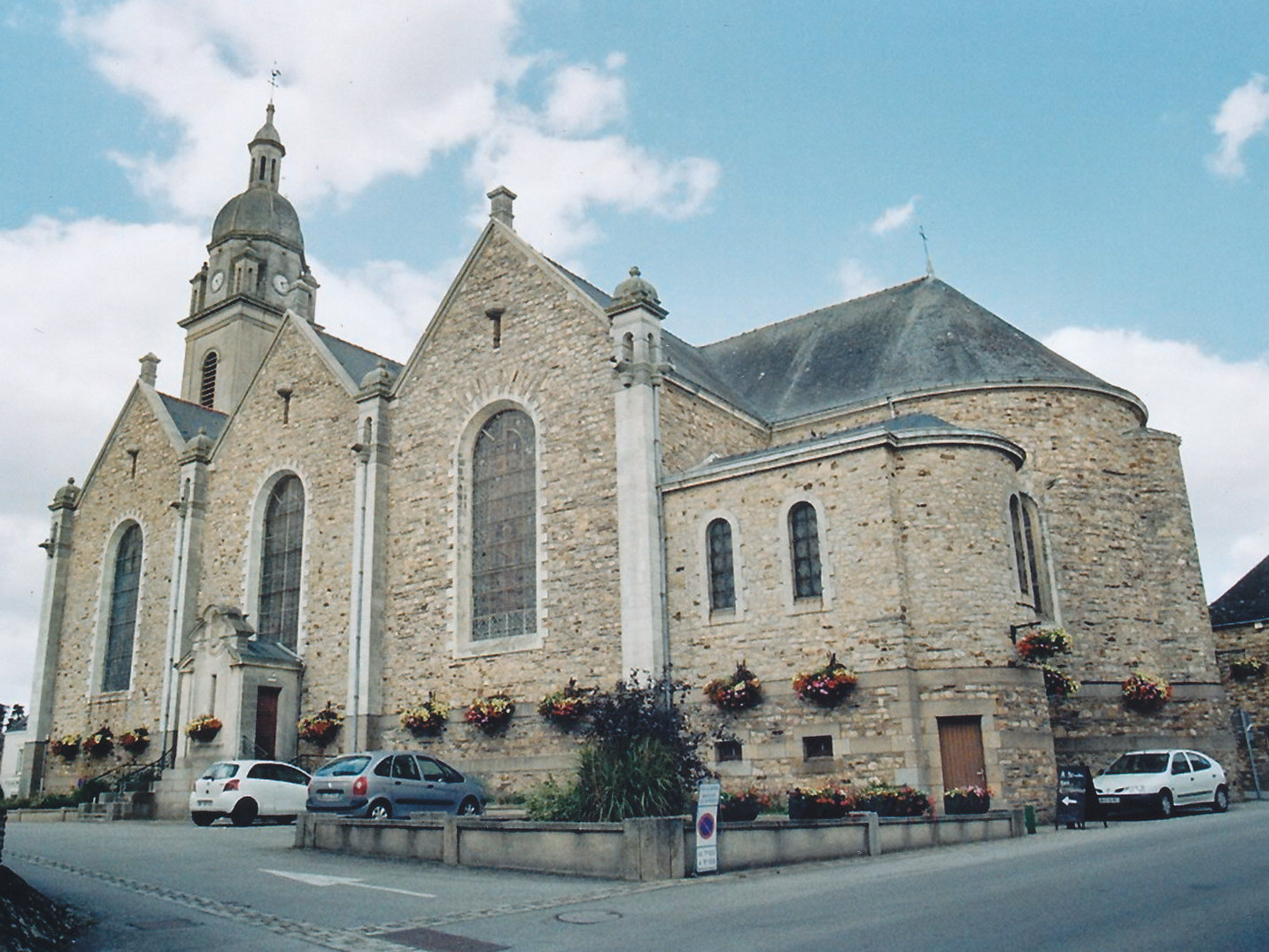
L'église de Derval
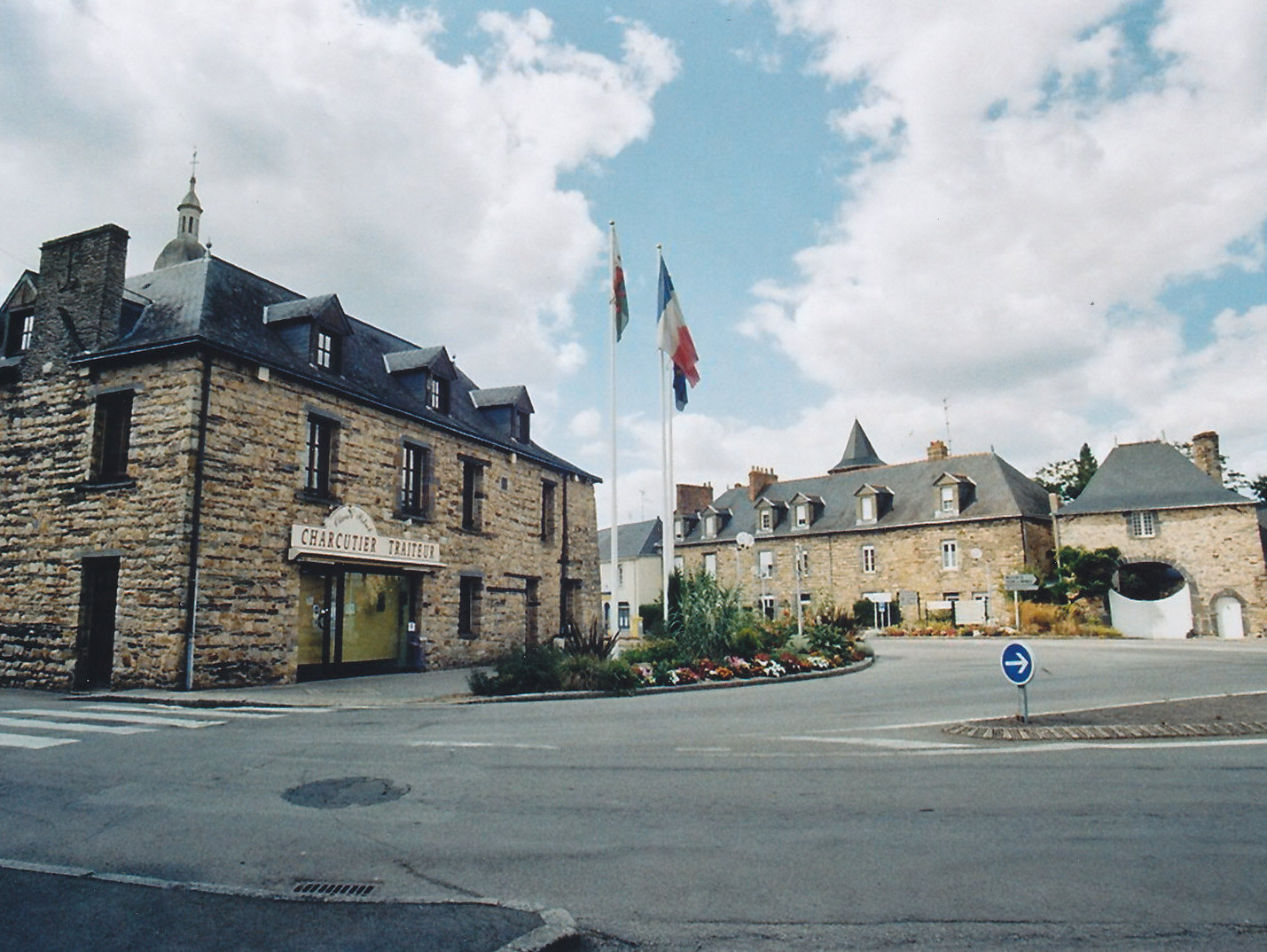
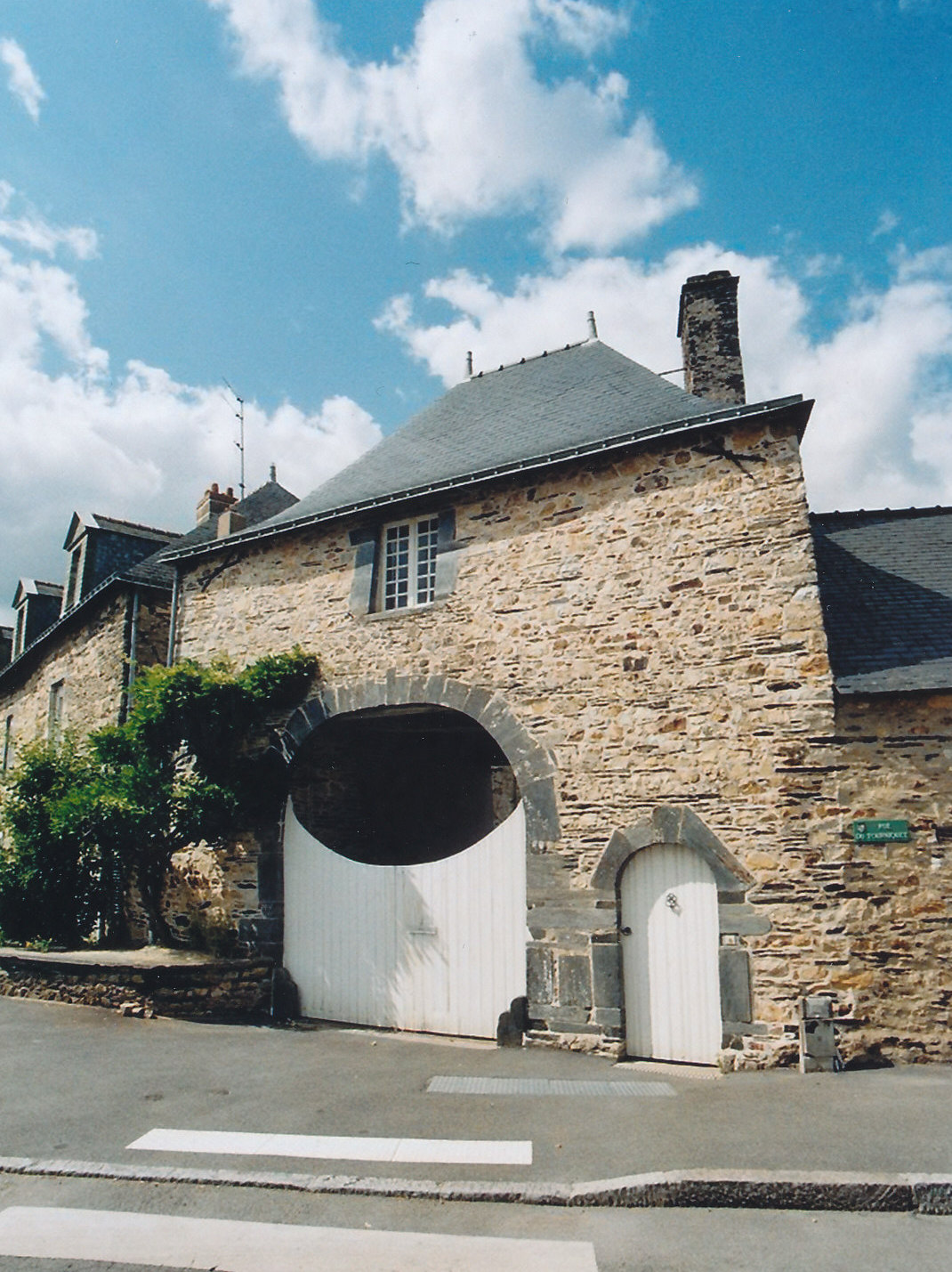
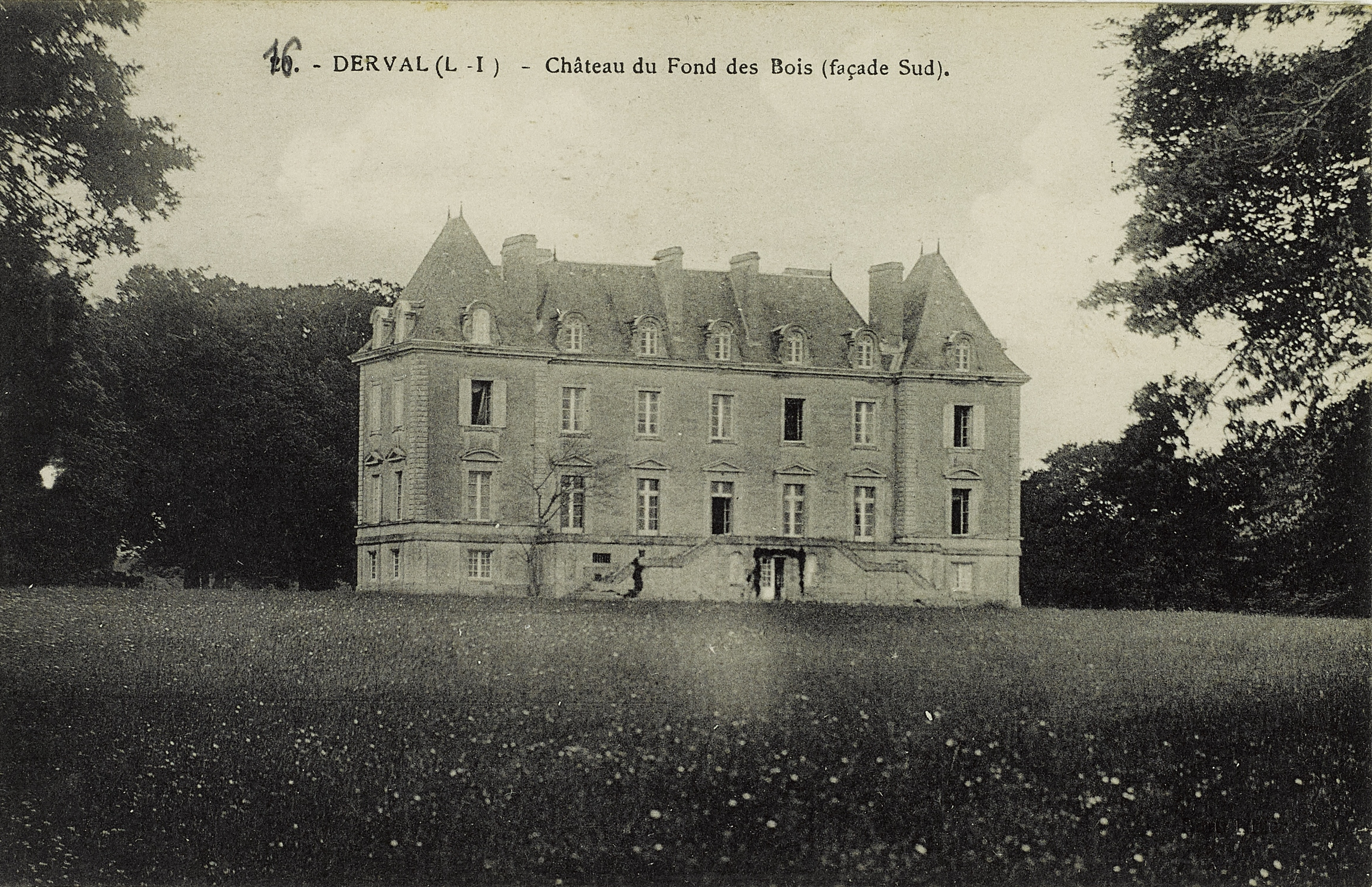

### Personnalités liées à la commune
- François-Marie Le Maistre de La Garlaye, religieux catholique, évêque de Clermont,
- Bonabes IV, sire de Rougé et de Derval, homme de guerre au Moyen Âge, durant la guerre de Succession de Bretagne.

### Héraldique, logotype et devise

#### Héraldique
| Blason | Blasonnement : Écartelé d'hermine et d'argent à deux fasces de gueules. Commentaires : Les armoiries de Derval viennent des armes originelles des seigneurs de Derval (d'argent à deux fasces de gueules) (probablement issus d'un fils puîné des ducs de Bretagne). La seconde fasce fut ajoutée au blason originel de Derval lors de l'entrée de Jans dans la seigneurie. En 1332, le duc Jean III de Bretagne octroya à Jean Ier de Rougé, seigneur de Derval, le droit d'écarteler ses armes avec celles de Bretagne (écartelé : au premier et au troisième, d'hermine plain (Bretagne) ; au deuxième et au quatrième, d'argent, à deux fasces de gueules (Derval ancien). Concession mentionnée le 27 novembre 1332 et ratifiée en 1341, « sans plus », par le roi. L'hermine évoque le blasonnement d'hermine plain de la Bretagne, rappelant l'appartenance passée de la ville au duché de Bretagne, ainsi que les liens de parenté entre les seigneurs de Derval (essentiellement issus de la maison de Rougé au Moyen Âge) et les princes de Bretagne. Blason rénové par l'héraldiste Michel Pressensé (délibération municipale du 28 février 1965), enregistré le 10 septembre 1969. |

#### Devise
La devise de Derval est celle des anciens seigneurs de Derval : Sans plus.